# Hansnes
Hansnes er er en by der er administrationsby i Karlsøy kommune i Troms og Finnmark fylke i Norge. Byen ligger på den nordøstlige side af Ringvassøy, yderst i Langsundet, og havder i 2012 309 indbyggere. Hansnes ligger omtrent 60 kilometer nord for Tromsø centrum, cirka en time med bil.
Hansnes har butikker, bensinstation, bank, kafé, overnatningsmulighed, bådehavn, lægecenter, kirke, skole, børnehave og sygehjem. Fra Hansnes er der færgeforbindelse med Vanna, Reinøya og Karlsøya. Ringvassøy har fastlandsforbindelse via Kvalsundtunnelen på riksvei 863 som går fra Kvaløysletta i Tromsø kommune.